# Contarinia ishkovi
Contarinia ishkovi är en tvåvingeart som beskrevs av Fedotova 1997. Contarinia ishkovi ingår i släktet Contarinia och familjen gallmyggor. Inga underarter finns listade i Catalogue of Life.